# Euhemerus
Euhemerus (Oudgrieks: Εὐήμερος) was rond 316 v.Chr. een Griekse mythograaf (een samensteller van mythen) aan het hof van Cassander, de koning van Macedonië. De geboorteplaats van Euhemerus wordt betwist, Messina in Sicilië en Messene in de Peloponnesos komen als waarschijnlijkst in aanmerking; de andere mogelijkheden zijn Chios en Tegea.
Euhemerus is voornamelijk bekend vanwege zijn gerationaliseerde denkmethode, het zogenaamde euhemerisme. Goden die in mythen voorkomen, waren oorspronkelijk (bijzondere) mensen. Mythen worden aldus opgevat als een weerspiegeling van historische gebeurtenissen die door mondelinge overlevering en culturele opvattingen uiteindelijk de vorm van een mythe hebben gekregen.
Het euhemerisme heeft grote invloed gehad op latere auteurs, zoals Philo van Byblos.

## Tekstuitgave
- (fr)  S. Montanari & B. Pouderon (2022): Euhémère de Messène. Inscription sacrée. Parijs, Société d’Édition Les Belles Lettres